# نیکولای بانکوف
نیکولای بانکوف (بلغاری: Николай Банков؛ زادهٔ ۱۹ نوامبر ۱۹۹۰) بازیکن فوتبال اهل بلغارستان است.